# Campionati sudcoreani di ski cross 2014
I Campionati sudcoreani di ski cross 2014 si sono svolti a Bongpyeong il 10 marzo. Il programma ha incluso sia la gara femminile che la gara maschile.
Trattandosi di competizioni valide anche ai fini del punteggio FIS, vi hanno partecipato anche sciatori di altre federazioni, senza che questo consentisse loro di concorrere al titolo nazionale sudcoreano.

## Risultati

### Uomini
| Pos. | Atleta         | Nazione       |
| ---- | -------------- | ------------- |
| 1    | Han Sang-Hyun  | Corea del Sud |
| 2    | Byeon Jin-Hwan | Corea del Sud |
| 3    | Jeong Il-Young | Corea del Sud |
| 4    | Seo Kyoung-Won | Corea del Sud |

### Donne
| Pos. | Atleta         | Nazione       |
| ---- | -------------- | ------------- |
| 1    | Ko Un-Sori     | Corea del Sud |
| 2    | Park Sae-Young | Corea del Sud |
| 3    | Kim Soo-Kyung  | Corea del Sud |
| 4    | Kim Ji-Hye     | Corea del Sud |